# チャンピオンクロス
『チャンピオンクロス』は、秋田書店がコミチと協力して運営するウェブコミック配信サイト。毎日更新。

## 概要
2024年4月23日、秋田書店はコミチのウェブトゥーンスタジオ向けマンガSaaS「コミチ+」を導入し、『マンガクロス』のリニューアルを行い新たに『チャンピオンクロス』としてオープンした。
チャンピオンクロスでは『マンガクロス』オリジナル作品以外にも少年チャンピオン系列誌、少女・女性誌など秋田書店の雑誌掲載作品も配信される。
マンガSaaS「コミチ+」の導入により、先行する『ヤンチャンWeb』『ヤングアニマルWeb』『ライコミ』などと共通のIDを使用できるようになった。

## 掲載作品一覧

### オリジナル連載作品
※2025年3月28日時点
- 魔王の娘、すごくチョロい。（千明太郎）2024年5月1日 -
- かわいい後輩に言わされたい（川村拓）2024年5月2日 -
- 科学的に存在しうるクリーチャー娘の観察日誌（KAKERU）2024年5月14日 -
- CREWでございます!（御前モカ）2024年6月15日 -
- 鬱ごはん（施川ユウキ）2024年5月7日 - 、※『ヤングチャンピオン烈』でも掲載
- 瞳ちゃんは人見知り（夏海ちょりすけ）2024年5月2日 -
- 寝取り魔法使いの冒険（原作：まじかり / 漫画：糸杉柾宏 / キャラクター原案：まくわうに）2024年5月6日 -
- 百魔の主 異世界で魔王チートは最強かもしれません（原作：葵大和 / 漫画：ぐーの/キャラクター原案：まろ）2024年5月21日 -
- 博多弁の女の子はかわいいと思いませんか?（新島秋一）2024年5月7日 -
- おひ釣りさま（とうじたつや）2024年5月2日 -
- サエイズム（内水融）2024年4月30日 -
- ドルフィン（原作：岩橋健一郎 / 漫画：所十三）2024年6月10日 -
- 聖闘士星矢EPISODE.G レクイエム（原作：車田正美 / 漫画：岡田芽武）2024年4月29日 -
- 異世界チート戦士&魔法使い（原作：内田健/作画：氷室雫）2024年5月13日 -
- エロントロピーが止まらない！〜JK巫女のラブレッスン〜（原作：青橋由高 / 作画：ぜろのりく）2024年6月19日 -
- 日陰魔女は気づかない〜魔法学園に入学した天才妹が、姉はもっとすごいと言いふらしていたなんて〜（原作：相野仁（角川スニーカー文庫/KADOKAWA）/ 作画：ぢたま某 / キャラクター原案：タムラヨウ）2024年6月19日 -
- HIGHSPEED Étoile: L'Entrée de Towa et Kanata（原作・脚本：HIGHSPEED Étoile/作画：御園ちあき）2024年5月6日 -
- 京四郎 少年ヤクザ編（樋田和彦）2024年5月6日 -
- 宮廷をクビになった植物魔導師はスローライフを謳歌する〜のんびり世界樹を育てたら、最強領地ができました〜（原作：蛙田アメコ/漫画：十三木考/キャラクター原案：又市マタロー）2024年5月21日 -
- 「おかえり、パパ」（蝉丸）2024年5月27日 -
- うちの弟子がいつのまにか人類最強になっていて、なんの才能もない師匠の俺が、それを超える宇宙最強に誤認定されている件について（原作：アキライズン / 漫画：内々けやき / キャラクター原案：toi8）2024年4月23日 -
- 織津江大志の異世界クリ娘サバイバル日誌（原作：KAKERU / 漫画：瀬口たかひろ）2024年4月23日 - 、※「科学的に存在しうるクリーチャー娘の観察日誌」のスピンオフ作品
- 僕の生徒はオトナギャル（生駒陽）2024年4月23日 -
- 上伊那ぼたん、酔へる姿は百合の花（塀）2024年4月23日 -
- キミに恋する三姉妹（saku）2024年4月23日 -
- 少年ヴィジュアルロック（灰音アサナ）2024年5月3日 -
- WORST外伝 サブロクサンタ 名もなきカラスたち（原案：高橋ヒロシ / 原作：キタハラタケヨ / 漫画：林たかあき / 脚本協力：増本庄一郎）2024年5月3日 -
- 僕の心のヤバイやつ（桜井のりお）2024年4月23日 -
- ナインピークス NINE PEAKS（平川哲弘）2024年4月24日 -
- 織田家の長男に生まれました 〜戦国時代に転生したけど、死にたくないので改革を起こします〜（原作：大沼田伊勢彦 / 漫画：逸見兎歌 / 原作キャラクター：平沢下戸）2024年4月24日 -
- 怪人ミラの第2形態が可愛すぎる（吉田達弥）2024年4月24日 -
- シリアルキラーランド（小池ノクト）2024年4月24日 -
- 璃寛皇国ひきこもり瑞兆妃伝 日々後宮を抜け出し、有能官吏やってます。（原作：しののめすぴこ / 漫画：迫ミサキ / キャラクター原案：toi8）2024年4月25日 -
- はるかリセット（野上武志）2024年4月26日 -
- 君とアポカリプス（むうりあん）2024年4月26日 -
- クロスオーバーレブ!（山口かつみ）2024年4月26日 -
- 魔女先輩日報（餅田まか）2024年5月13日 -
- わたしにアイを教えて（原作：二丸修一 / 漫画：椀田くろ）2024年5月17日 -
- オキビのタキビ（植杉光）2024年5月20日 -
- ザ・ガードマン（原作：樋口武大 / 構成：所十三 / 作画：嶋星光壱 / 監修：岩橋健一郎）2024年5月21日 -
- エリート（原作：吉永啓之輔 / 漫画：阿部秀司 / 監修：岩橋健一郎）2024年5月21日 -
- 杉雪カコと見たい明日（ノッツ）2024年5月23日 -
- 今日もビールでがんばらない〜ユイとケイのカンパイリセット〜（原作：阿羅本景 / 漫画：別所ユウイチ）2024年5月24日 -
- 百眼のアーガス（狩野恵輔）2024年5月27日 -
- ゼロ戦エース、異世界で最強の竜騎士になる!（原作：内田弘樹 / 漫画：宮野アキヒロ）2024年5月28日 -
- 崖っぷち貴族の生き残り戦略（原作：月汰元 / 漫画：雑音ラジヲ）2024年7月10日 -
- ダンジョンおじさん（原作：広路なゆる / 漫画：蕨野くげ子 / キャラクター原案：ジョンディー / 世界観設定：J.タネダ）2024年8月9日 -
- 冥王の柘榴（菅野文）2024年9月2日 -
- ウシミツガオ（板垣巴留）2024年10月16日 -
- 私たちはカケちがっている（みなもと悠）2024年10月17日 -
- ハラペコゆうれい禍那子さん（ナガサワヒロ）2024年10月18日 -
- アイドルミーツアイドル!（海野久遠）2024年10月21日 -
- ひなちゃんは沼♡（小夏ゆう）2024年10月22日 -
- ヤンキーJKクズハナちゃん アナザー・サイド・オブ・ヒロイン（原作：宗我部としのり / 漫画：橋本くらら）2024年10月23日 -、※『ヤンキーJKクズハナちゃん』のスピンオフ作品
- すけーとほりっく!（たくじゆうさく）2024年10月24日 -
- ファイナル転生〜ハズレスキルを引き続ける俺と各異世界最強の仲間たち〜（原作：野原のはて / 作画：鈴木シオン）2024年10月25日 -
- 明日へ紡ぐコバルトブルー（伊鳴優子）2024年11月11日[4] -
- かりぎゃる（黒蜜るい）2024年11月13日 -
- 男なら一国一城の主を目指さなきゃね（原作：三度笠 / 漫画：瑞絵）2024年11月14日 -
- 自称吸血鬼ちゃん怪異譚（本間保奈美）2024年12月18日 -
- 異世界温泉の和菓子屋JK（原作：神楽坂淳 / 構成：紗嶋 / 作画：ひつじたかこ）2024年12月19日 -
- でびちゅーばー!!〜月城アルカはVtuberで魔王を目指す！〜（原作：ビタワン / 漫画：湧井想太）2025年1月24日 -
- 次のトピックスはオマエだ!（井上とさず）2025年1月25日 -
- 昼想い、夜夢む（cake）2025年1月26日 -
- サラマンダーがご案内します（ケム木村）2025年2月24日 -
- アルカディア サービス開始から三年 今更始める仮想世界攻略（原作：壬裕祐 / 漫画：はせあお / キャラクター原案：くろでこ）2025年2月26日 -

### 完結作品
- 玉森部長の妄想はとまらない（タツワイプ）2024年4月23日 - 2025年3月4日
- もういっぽん!（村岡ユウ）2024年4月25日 - 2024年5月16日
- あの頃、私たちは魔法使いでした。（星乃花束）2024年4月25日 - 2024年8月29日
- スライム娘は侵食したい!（橋本くらら）2024年5月1日 - 2024年5月15日
- 徳川おてんば姫 〜最後の将軍のお姫さまとのゆかいな日常〜（原作：井手久美子 / 漫画：西山優里子）2024年5月15日 - 2024年12月18日
- 大巨蟲列島（原作：藤見泰高 / 漫画：廣瀬周）2024年5月23日 - 2025年3月27日
- ラスボスラブデス/ラスボスラブデス（原作：桑島由一（フロントウイング）/ 漫画：瀬口たかひろ）2024年6月4日 - 2024年12月3日
- うるしうるはし（原作：樋渡りん / 作画：もりちか）2024年6月26日 - 2025年2月26日

## チャンピオンクロス（旧）
『チャンピオンクロス』（CHAMPION CROSS）は、日本の秋田書店が2014年10月21日に開設したウェブコミック配信サイト。毎週火曜日更新。略称は『チャンクロ』。2018年7月10日に同社の『Champion タップ!』と統合し、新設された『マンガクロス』に掲載作品は移籍された。
初回配信となったのは『雷鳴のZAJI 特別編 〜はるか彼方〜』、『巨蟲列島』、『聖闘士星矢EPISODE.G アサシン』、『グリザイアの果実 サンクチュアリ フェローズ』の4作品。2014年に相次いで休刊された秋田書店の各雑誌から移籍作品が多く含まれるのも特徴のひとつであるが、配信開始の型式はそれぞれ異なっていた。
『聖闘士星矢EPISODE.G アサシン』と『グリザイアの果実 サンクチュアリ フェローズ』については、2014年8月5日発売号をもって休刊となった『チャンピオンREDいちご』からの移籍であり、第1話ではなく進行中のエピソードより開始となる。『優駿の門 チャンプ』は、2014年7月25日発売号をもって休刊した『プレイコミック』からの移籍であり、新章より開始となる。『カラスヤポータルZ』と『サエイズム』については、2014年10月1日発売号をもって休刊となった『もっと!』からの移籍であり、第1話より開始となる（『サエイズム』は『HELP』を改題）。
専用の単行本レーベルは用意されておらず、掲載誌を移籍した作品については移籍前のレーベルより刊行されている（『優駿の門 チャンプ』の続刊はプレイコミック・シリーズより刊行）。チャンピオンクロス独自の掲載作品については、原則的に「チャンピオンREDコミックス」より刊行される（『巨蟲列島』・『ドルフィン』など）。

### 掲載作品一覧（旧）
※作品名五十音順

#### 連載作品（旧）
- 吸血姫美夕 朔 第1話：2017年12月5日 - 2018年6月26日
- 巨蟲列島（原作：藤見泰高 / 漫画：RED ICE）第1話：2014年10月21日 - 2018年5月1日
- CREWでございます!（御前モカ）第1話：2015年6月30日 - 2018年6月12日、※『プリンセスGOLD』と同時連載。
- サエイズム Second Season（内水融）第1話：2018年5月22日 - 2018年6月26日、※『サエイズム』の続編
- 聖闘士星矢EPISODE.G アサシン（原作：車田正美 / 漫画：岡田芽武）第4話：2014年10月21日 - 2018年6月26日、※『チャンピオンREDいちご』から移籍。
- 泉極志（原作：福士直也 / 漫画：天狗工房・ムラオミノル）第1話：2016年6月14日 - 2017年11月28日[10]
- 戦争めし（魚乃目三太）第1話：2015年7月14日 - 2016年7月26日
- 津軽先輩の青森めじゃ飯![11]（仁山渓太郎）第1話：2018年5月1日 - 2018年7月3日
- ドルフィン（原作：岩橋健一郎 / 漫画：所十三）第1話：2014年10月28日 - 2018年6月12日
- 博多弁の女の子はかわいいと思いませんか?（新島秋一）第1話：2016年6月14日 - 2018年6月26日 [10]
- 秘すれば（かんの糖子）第21話：2017年12月26日 - 2018年6月26日、※『別冊ヤングチャンピオン』より移籍[12]
- 僕の心のヤバイやつ（桜井のりお）第1話：2018年4月10日 - 2018年7月3日
- マシラ -殺戮の村-（内水融）第1話：2017年2月28日 - 2018年4月17日
- まゆたんのお家（山本賢治）第1話：2018年1月9日 - 2018年6月12日
- ミラクれ!微超能力部（藤田まる美）第1話：2015年7月14日 - 2018年6月12日、※ミステリーボニータより再掲載
- 私の異常なカラオケ愛（麦原だいだい）第1話：2018年4月3日 - 2018年5月1日

#### 完結作品（旧）
- グリザイアの果実 サンクチュアリ フェローズ（原作：フロントウィング / 漫画：廣瀬周）第18話〜第20話：2014年10月21日 - 2014年11月18日 ※『チャンピオンREDいちご』から移籍。
- 優駿の門 チャンプ（やまさき拓味）- 「菊花賞」編第0話 - 最終話（第7話）：2014年10月21日 - 2015年2月3日 ※『プレイコミック』から移籍。
- カラスヤポータルZ（カラスヤサトシ）第1話：2014年11月4日 - 2016年6月28日、※『もっと!』から移籍。
- サエイズム（内水融）第1話：2014年11月11日 - 2016年7月26日[注 1]、※『もっと!』から移籍、旧題『HELP』より改題。
- 戦え!! 悪の組織ダークドリーム!!（KAKERU）第1話：2014年11月25日 - 2016年7月26日 ※『チャンピオンREDいちご』掲載の『ゆけっ!! 悪の組織ダークドリーム!!』の続編。
- 大日本サムライガール（原作：至道流星 / 漫画：佐藤健悦）第5話：2014年12月16日 - 2016年11月8日、※『チャンピオンREDいちご』から移籍。
- 崖っぷちルームシェア（鴻池剛）第1話：2015年1月20日 - 2015年9月15日
- 優駿の門 GP-グランプリ-（やまさき拓味）第1話：2015年4月7日 - 2016年11月29日
- ふたごはん（しまだわかば）第1話：2015年7月7日 - 2017年11月7日
- ふかふか放課後パンくらぶ（愛田ぱん）第1話：2015年8月11日 - 2016年4月12日
- おがわじゅり的21世紀名馬列伝（おがわじゅり）第1話：2015年12月22日 - 2017年2月28日
- シノギゴロシ（原作：山田一文 / 作画：いわや晃）第8話：2016年4月19日 - 2016年11月8日、※『チャンピオンRED』より移籍
- DJ道（ムラマツヒロキ）第1話：2016年5月17日 - 2018年4月17日
- ドルフィンと愉快な仲間たち（原作：岩橋健一郎 / 漫画：阿部秀司）第1話：2016年6月7日 - 2018年2月13日
- 戦海のマーメイド（かたやままこと）第1話：2016年8月16日 - 2016年11月15日
- ゾンビ少年と殺人鬼少女（田村ゆうき）第1話：2016年9月13日 - 2017年7月25日、※月刊少年チャンピオンと同時連載[13]
- ただいま居留守にしております〜恋よりオタ活〜（まゆむし）第1話：2016年9月13日 - 2018年1月23日[13]
- 酔うと化け物になる父がつらい（菊池真理子）第1話：2017年4月18日[14] - 2017年9月5日
- チアフル!!〜チアフルーツ日常編〜（原作・企画：チアフルーツ製作委員会 / 漫画：あずせ）第1話：2017年8月1日 - 2017年11月7日 ※テレビアニメ『アクションヒロイン チアフルーツ』のコミカライズ版（4コマ漫画）※ヤングチャンピオン烈のものを再掲載
- 吸血姫夕維 最終章（垣野内成美）第1話：2017年11月28日 - 2018年3月20日

#### 読切作品
- 雷鳴のZAJI 特別編 〜はるか彼方〜（車田正美）